# Rutana (tỉnh)
Rutana là một trong 18 tỉnh của Burundi.

## Hành chính
Tỉnh được chia thành 6 xã:
- Bukemba
- Giharo
- Gitanga
- Mpinga-Kayove
- Musongati
- Rutana